# Sköllersta församling
Sköllersta församling är en församling i Södra Närkes kontrakt i Strängnäs stift. Församlingen ligger i Hallsbergs kommun i Örebro län (Närke) och utgör ett eget pastorat.

## Administrativ historik
Församlingen har medeltida ursprung och utgjorde från 1983 ett eget pastorat. Från 1983 moderförsamling i pastoratet Sköllersta, Bo och Svennevad (de senare sammanslogs 2006 till Bo-Svennevads församling). I församlingen uppgick 2010 Bo-Svennevads församling.

## Kyrkor
- Sköllersta kyrka
- Pålsboda kyrka
- Svennevads kyrka
- Bo kyrka
- Adventskyrkan, Hjortkvarn